# Entwicklungspsychologie
Die Entwicklungspsychologie ist ein Teilgebiet der Psychologie. Ihr Gegenstand ist die Beschreibung und Erklärung zeitlich überdauernder, aufeinander aufbauender Veränderungen menschlichen Erlebens und Verhaltens über die gesamte Lebensspanne (lifespan psychology). Diese Veränderungen führen zu einer Zunahme oder Abnahme von Fähigkeiten im nicht von Krankheit bestimmten, biologisch artgemäßen Verlauf des Lebens. Kein Gegenstand der Entwicklungspsychologie sind kurzfristige stimmungsabhängige oder reaktive, von plötzlichen äußeren Ereignissen verursachte Veränderungen. Die menschliche psychische Entwicklung ist ebenso ein Studiengebiet in den Erziehungswissenschaften und der Sozialen Arbeit, oft konzentriert in der Kinderpsychologie oder Jugendpsychologie.

## Philosophische Positionen vor dem 20. Jahrhundert
Viele Philosophen haben theoretische Positionen auch zur psychischen Entwicklung entwickelt, die oft mit pädagogischen Lehren eng zusammenhängen. Bei Aristoteles gibt es die Entelechie, nach der die Lebewesen ein feststehendes Ziel in ihrer Entwicklung anstreben. Jean-Jacques Rousseau hat im Emile das Wachstum eines Kindes bis zum Jugendalter analysiert.
In Deutschland haben im 19. Jahrhundert Ernst Haeckel (Biogenetische Grundregel) und William Preyer („Tagebuch eines Kindes“) an der Universität Jena die psychische Evolution von Kindern als nachholende Evolution zu erklären versucht. Sie fallen in den Übergang der Entstehung von Psychologie als eigener Disziplin um das Jahr 1900.

## Theorien
Einige historische Theorien bilden auch gegenwärtig noch eine Basis für die aktuellen Forschungen, die primär auf eine rein empirisch fundierte, nomothetische Wissenschaft mit ihren konstruierten Kategoriensystemen auf deskriptiv-empirischer Grundlage setzt. Zu diesen Theorien gehören John B. Watsons und B. F. Skinners Behaviorismus (mehr zur Rolle des Behaviorismus bei Verhaltensanalyse der Kindesentwicklung) und Erik Eriksons acht Stufen der psychischen Entwicklung. Andere Theorien wie die Psychoanalyse, die Gestaltpsychologie oder der Kognitivismus haben ebenso zu einzelnen Aspekten der wissenschaftlichen Entwicklung beigetragen. Seit dem 20. Jahrhundert haben viele theoretische Perspektiven versucht, Entwicklung zu erklären; die bekanntesten davon sind:
- Albert Banduras Theorie des Sozialen Lernens
- Urie Bronfenbrenners ökosystemischer Ansatz
- Sigmund Freuds fünf Phasen der psychosexuellen Entwicklung und sein Instanzenmodell
- Kurt Lewins Theorie der Differenzierung und Integration des individuellen Lebensraums[1]
- Jane Loevingers Stufenmodell der Ich-Entwicklung zur Bedeutungskonstruktion
- Jean Piagets Stufenmodell
- Lew Wygotskis Sozialer Kontextualismus (und die daraus entstandene Kulturelle Entwicklungstheorie von Michael Cole)

Das umfassende Modell miteinander vernetzter Entwicklungsaspekte Jane Loevingers beschreibt die zehn Stufen der Ich-Entwicklung, indem sie „Bedeutung“-erzeugende Aspekte aus mehreren Modellen verknüpft: Piagets Modell kognitiver Entwicklung, Kohlbergs Theorie der Moralentwicklung, Robert Kegans Entwicklungsstufen des Selbst, William G. Perrys (1913–1998) epistemologisches Wachstum, Harry Stack Sullivans Selbst-System und Robert F. Pecks (1924–2011) Charakterentwicklung.
Zu den Stufen menschlicher Entwicklung war ein Pionier Robert J. Havighurst, der entwicklungsbedingte Aufgaben für sechs grundlegende Altersgruppen auswies. Klaus Hurrelmann hat den Ansatz weiterentwickelt und in einen sozialisationstheoretischen Rahmen gestellt. Entwicklungsaufgaben beschreiben demnach zum einen die Erwartungen, die von der sozialen und physischen Umwelt an einen Menschen herangetragen werden. Zum anderen benennen sie die Anforderungen, die sich aus der körperlichen und psychischen Dynamik der persönlichen Entwicklung ergeben. Die von ihm so genannte „produktive Verarbeitung“ der inneren Realität von Körper und Psyche und der äußeren Realität von sozialer und physischer Umwelt erfolgt lebenslang in vier Dimensionen: Binden, Qualifizieren, Konsumieren und Partizipieren.

## Determinanten der Entwicklung
Es können drei Determinante genannt werden, die Einfluss auf die Entwicklung nehmen. Die Vererbung, Reifung und das Lernen.

### Vererbung
Jeder Mensch ist bei seiner Geburt mit strukturell-genetischen Merkmalen ausgestattet. Diese vererbte Genstruktur beeinflusst die Fähigkeiten zur Sprachentwicklung, Gewissensbildung und Bindungsfähigkeit. Dazu gibt es noch die individuell-genetischen Merkmale, die das körperliche Erscheinungsbild eines Menschen prägen. Diese angeborenen Anlagen und Dispositionen beeinflussen psychische und physische Merkmale. Auch Instinkte gehören zur angeborenen Genanlage.

### Reifung
Das organische Wachstum und das Aufeinanderfolgen von nicht umkehrbaren Entwicklungsschritten wird als Reifung bezeichnet. Am deutlichsten wird das in körperlichem Wachstum und Veränderungen sichtbar. Reifung der Nervenbahnen und des Gehirns manifestieren sich in der Sprachentwicklung, Verbesserung der Wahrnehmung und ausgeprägteren Gedächtnisleistungen. Reifungsprozesse sind automatisiert und bedürfen keiner vorangegangenen Lernprozesse. Dennoch sind Reifungs- und Lernprozesse eng miteinander verknüpft. Etwa durch die Verbesserung und Spezialisierung der durch Reifung erlangten Fähigkeit durch Lernen. Wichtige Reifungsprozesse in der frühen Kindheit bis zur Pubertät sind Muskel- und Nervensystem sowie endogene Drüsen. Durch die Reifung von Nerventätigkeiten verbessern sich auch Hemmungsprozesse und Nervenverbindungen werden schneller gebildet.

### Lernen
Veränderungen im Verhalten, welche nicht auf Genetik, Reifung oder aktuelle Umstände zurückgeführt werden können, wurden durch Lernen herbeigeführt. Dabei wiederholt ein Subjekt bestimmte Situationen immer wieder und erlernt durch die wiederholte Erfahrung neue Verhaltensweisen.

## Forschungsgebiete
Ursprünglich galt die Entwicklungspsychologie als Kinderpsychologie, da sie sich vor allem mit der Entwicklung zum Erwachsenen hin beschäftigte. Heute geht man demgegenüber von einer während der ganzen Lebensspanne fortdauernden Weiterentwicklung des Menschen aus, was sich bereits in Entwicklungsmodellen wie dem Stufenmodell der psychosozialen Entwicklung von Erik Erikson widerspiegelt.
Die Vorlesung von Rainer Silbereisen (Universität Jena, Sommersemester 2006) stellt zentrale Forschungsfragen der Disziplin vor (s. u. Gliederung).
Der Antrieb hinter der Entwicklung ist das Wechselspiel zwischen genetischem Programm und ökologischen (=Umwelt) Erfahrungen, wozu auch die kulturellen gehören. In der Biologie heißt dieses Zusammenwirken Epigenese. Die Entwicklungspsychologie verwendet den Begriff „proximale Prozesse“ (Bronfenbrenner).
Laut Paul B. Baltes, einem Vertreter der lifespan psychology, fördert die Interaktion mit der Umgebung die Entwicklung in drei relevanten Prozessen (S-O-K-Modell):
a) Selektion: z. B. Informationsauswahl und Informationsverarbeitung
b) Optimierung: Prozess der Aneignung, Festigung und Erhaltung von effektiven Methoden zum Erreichen wünschenswerter Ziele und zur Vermeidung von nicht Wünschenswertem.
c) Kompensation (zwei Arten): 1. Einsatz neuer Strategien zum Erreichen desselben Zieles; 2. Veränderung des Ziels aufgrund eines Verlustes an Fähigkeiten
- Beispiel: Der 80-jährige Pianist Arthur Rubinstein a) beschränkt sich auf wenige Stücke, b) übt diese Stücke öfter, c) um seinem Verlust an Geschwindigkeit entgegenzuwirken, spielt er vor schnellen Segmenten einfach langsamer.

Ob psychische Eigenschaften lebenslang veränderbar sind, ist umstritten: Das Konzept der begrenzten sensiblen Phase steht auf der einen, das Konzept lebenslanger Plastizität auf der anderen Seite. Ersteres besagt, dass frühe und frühste Erfahrungen entscheidend und praktisch irreversibel prägend wirken („Was Hänschen nicht lernt, lernt Hans nimmer mehr!“).
- Beispiel: Fixierung und psychosexuelle Entwicklung bei Sigmund Freud, Prägungslernen bei Konrad Lorenz (Mutterbild: Versuchsleiter als Gänsemutter), frühkindliche Deprivation bei René A. Spitz (vernachlässigte Heimkinder retardieren).

Dem steht die modernere Annahme lebenslanger Plastizität entgegen, dass Entwicklung während der gesamten Lebensspanne möglich ist. (Fehl-)Entwicklungen seien daher zu einem gewissen Grade korrigierbar. Dafür erbrachte die Forschung in den letzten Jahren immer mehr Anhaltspunkte.
- Beispiel: Eine Studie von Michael Rutter aus den 1990er-Jahren an rumänischen Waisenhauskindern untersuchte das Entwicklungspotenzial der aus ungünstigen Verhältnissen stammenden Kinder nach einer Adoption in englische Mittelstandsfamilien. Dabei zeigte sich, dass die vorhandenen Defizite größtenteils (wenn auch nicht immer vollständig) kompensiert werden konnten – und zwar umso besser, je jünger die Kinder zum Zeitpunkt der Adoption waren.

Der Soziologe Glen H. Elder beschäftigte sich mit der Auswirkung von Kriegen auf die psychische Entwicklung. Abhängig davon, wann junge Männer (bis ca. 20 Jahre) in den Militärdienst gingen, stellten sich die Entwicklungsaussichten günstiger dar, etwa durch bessere soziale und berufliche Entwicklungsaussichten; z. B. ermöglichte ihnen das Militär ein kostenfreies Studium. Spät eingezogene Männer, bei denen Entwicklungsstränge unterbrochen wurden, zeigten negative Aspekte. Diese Kohorte wies eine erhöhte Scheidungsrate, negative Gesundheitsfolgen sowie oftmals einen sozialen Abstieg auf.
Die Anthropologen Super und Harkness vergleichen den Einfluss von Kulturen auf Entwicklungen. In der developmental niche finden die proximalen Prozesse statt:
1. physisches Setting
- Beispiele: Julian S. hat ein großes Zimmer, in welchem abends die Jalousien herunter gelassen werden. Die Kinder des kenianischen Kipsigi-Stammes schlafen nachts bei ihren Müttern und sind tagsüber alleine. Ihr weniger und unregelmäßiger Schlaf ist kein Entwicklungsrückstand, sondern ein anderes physisches Setting.

2. cultural customs: unbewusste, aber fest verankerte kulturelle Gewohnheiten, die massiv den Entwicklungsgradienten beeinflussen.
- Beispiel: In einigen Kulturen ist es üblich, Kinder in Tüchern zu tragen. So fortbewegte Kinder haben ein anderes visuelles Feld und erfahren eine größere motorische Stimulation als Kinder, die in Kinderwägen geschoben werden. Ihr Wachstum und ihre motorische Entwicklung sind aufgrund dieser Stimulation beschleunigt. Die Plastizität des Genoms ist durch An- und Abschalten von Genen zu beeinflussen.

3. Naive Psychologie/Ethnotheorien: Überzeugungen von Menschen über Entwicklung.
- Beispiel: Kipsigis glauben, dass Schweigen besser als Sprechen sei. Daher verläuft die Sprachentwicklung ihrer Kinder langsamer (aber nicht zwingend schlechter).[5]

Dondi untersuchte, ob die Fähigkeit zur sozialen Anteilnahme bereits genetisch angelegt ist oder erst erworben wird, indem er die Fähigkeiten zur Empathie bei Neugeborenen maß, die höchstens drei Tage alt waren. Ihnen wurden sowohl ihre eigenen Schmerzensschreie als auch die Schmerzensschreie anderer, die durch Blutabnahme aus der Ferse verursacht wurden, vorgespielt. Gemessen wurden die Veränderungen im Gesichtsausdruck der Neugeborenen. Zusätzlich wurde am Schnuller mit Messfühlern die Saugfrequenz registriert. Es gab drei Gruppen: Die erste hörte ihre eigenen Schreie, die zweite hörte die Schreie eines anderen Neugeborenen, die dritte Gruppe war eine Kontrollgruppe ohne Reize. Ergebnis: Die Säuglinge reagieren auf fremdes Schreien wesentlich stärker als auf das eigene Schreien mit „facial expressions of distress“. Ein Säugling, der den Schmerzensschrei eines anderen hört, hat den gleichen Gesichtsausdruck wie bei eigenem Schmerz. Dies lässt darauf schließen, dass die Fähigkeit zur Empathie (Ansteckbarkeit durch Emotionen anderer) genetisch angelegt ist. Diese Fähigkeit ist ebenso wie die Sympathie (Nachvollziehen der Emotionen anderer) eine elementare Grundlage des Sozialverhaltens und menschlicher Interaktion.
Piaget hielt das Alter, in dem ein bestimmtes Entwicklungsstadium erreicht wird, für unabhängig von Kultur und Gesellschaftsform. Zwei Fragen wurden zu seiner statischen Entwicklungstheorie gestellt, nach der Kinder mit ca. 12 Jahren das Stadium formal-operativen Denkens erreichten: 1. Gibt es langfristige Veränderungen hinsichtlich des Durchschnittsalters, in welchem ein Entwicklungsstadium erreicht wird? Es gibt viele Beobachtungen, dass mehr Kinder früher diese Stadien erreichen. 2. Existieren Kulturunterschiede hinsichtlich des Durchschnittsalters, in welchem ein Entwicklungsstadium erreicht wird? Barbara Rogoff bestätigte diese Annahme, indem sie nicht beschulte mexikanische Kinder auf ihre Fähigkeiten zu formal-operativem Denken untersuchte. Sie führte zunächst dieselben Aufgaben durch wie Piaget an europäischen Kindern zur Klassifikation von Entwicklungsstadien. In diesen Aufgaben schnitten die mexikanischen Kinder schlecht ab. Konnten diese Defizite aus einer mangelnden „Vertrautheit mit dem Material“ rühren? Eine kulturtypische Aufgabe für formal-operatives Denken, der Erläuterung komplizierter Verwandtschaftsverhältnisse, gelang den mexikanischen Kindern jedoch problemlos. Also war nicht die Kultur entscheidend, das formal-operative Denken konnte auch hier beobachtet werden.
In einem Experiment zum Spracherwerb wurde 1987 Säuglingen ein Märchen auf zwei verschiedene Weisen vorgelesen: einmal mit üblicher Pausensetzung und zum anderen mit einer die Sinneinheiten missachtenden Pausensetzung. Kinder bevorzugen bereits ab dem 7. Lebensmonat Sprachbeispiele mit Pausen an grammatisch sinnvollen Stellen. Außerdem bevorzugen sie eine überdeutlich betonte, übertrieben intonierte Sprechweise, welche als „Ammensprache“ schon immer üblich ist. Bis zum Alter von sechs Monaten können Neugeborene zwischen allen möglichen Lauten differenzieren. Bis zum 10. Lebensmonat geht die maximale Anzahl zurück. In der Muttersprache nicht gebräuchliche Laute können dann weder diskriminiert noch produziert werden. So verlieren Asiaten beispielsweise die Fähigkeit zur Unterscheidung zwischen „l“ und „r“.